# Peugeot Lion VD
La Peugeot Lion VD  est un modèle d'automobile Peugeot commercialisée de 1913 à 1918.